# Премия Чино дель Дука
Премия Чино дель Дука (фр. Prix mondial Cino Del Duca) — международная литературная премия, учреждённая в 1969 году в память о французском предпринимателе, руководителе издательского дела и филантропе итальянского происхождения Чино дель Дука (1899—1967) его вдовой Симоной дель Дука (в девичестве — Симоной Нируэ).
Премия в 200 000 € отмечает авторов, чьи произведения в литературной или научной форме способствуют утверждению гуманизма в современном мире. В 1975 году в Париже был учреждён Фонд Симоны и Чино дель Дука, который после смерти учредительницы в 2004 году перешёл в ведение Французского Института. Наряду с премиями за научные и литературные достижения, Фонд вручает премии по археологии, изобразительным искусствам и музыке.

## Лауреаты премии
- 1969 — Конрад Лоренц
- 1970 — Жан Ануй
- 1971 — Иньяцио Силоне
- 1972 — Вайскопф Виктор
- 1973 — Жан Геенно
- 1974 — Андрей Сахаров
- 1975 — Алехо Карпентьер
- 1976 — Льюис Мамфорд
- 1977 — Жермен Тийон
- 1978 — Леопольд Седар Сенгор
- 1979 — Жан Хамбургер[англ.]
- 1980 — Хорхе Луис Борхес
- 1981 — Эрнст Юнгер
- 1982 — Яшар Кемаль
- 1983 — Жак Рюффи[англ.]
- 1984 — Жорж Дюмезиль
- 1985 — Уильям Стайрон
- 1986 — Тьерри Монье[англ.]
- 1987 — Денис Беркитт
- 1988 — Анри Гуйе[англ.]
- 1989 — Карлус Шагас Филью[англ.]
- 1990 — Жоржи Амаду
- 1991 — Мишель Жуве
- 1992 — Исмаил Кадаре
- 1993 — Робер Малле[фр.]
- 1994 — Ив Пуликен[англ.]
- 1995 — Ив Бонфуа
- 1996 — Алан Карпентер[англ.]
- 1997 — Вацлав Гавел
- 1998 — Жен-И Вонг[англ.]
- 1999 — Анри Амуру[англ.]
- 2000 — Жан Леклан
- 2001 — Ивон Гаттас[англ.]
- 2002 — Франсуа Нурисье
- 2003 — Николь Ле Дуарен
- 2004 — Не присуждалась
- 2005 — Симон Лейс
- 2006 — Жан Клер
- 2007 — Мона Озуф
- 2008 — Марио Варгас Льоса
- 2009 — Милан Кундера
- 2010 — Патрик Модиано
- 2011 — Не присуждалась
- 2012 — Trinh Xuan Thuan[англ.]
- 2013 — Роберт Дарнтон
- 2014 — Андрей Макин
- 2015 — Thomas W. Gaehtgens[англ.]
- 2016 — Сильви Жермен
- 2017 — Бенедетта Кравери[итал.]
- 2018 — Филипп Жакоте
- 2019 — Камель Дауд
- 2020 — Джойс Кэрол Оутс
- 2021 — Мариз Конде
- 2022 — Харуки Мураками
- 2023 — Дуонг Тху Хыонг